# 真人町
真人町（まっとちょう）は、新潟県小千谷市の町字。
小千谷市の南西端に位置し、里地と山地に分かれている。大平遺跡やおっこの木などの史跡や文化財が在り、山地には多くの伝説が残されている。人口1,034人、370世帯（2021年4月末時点）。

## 地理
信濃川左岸、小千谷市の最南端に位置している。信濃川につづく真人沢川を境に南の里地と北の山地の、2つの地域に分かれている。西は長岡市小国町、南は十日町市に接する。里地には上沢・万年・栗山・本村・干三・源藤山・石名坂・中山・芋坂・時之島があり、山地に市之沢・山新田・芹久保・若栃・北山の各集落がある。尚、山地にあった桂平集落は1981年11月に廃村。
真人という地名の由来には、かつて2つの説があると解説された。1つ目は、大和民族がしてきた際に自分達のことを「マット」、原住民のことを「ケット」と呼んだ為という説。2つ目は、間人（モウド）からきているのではという説。間人とは名主と下人の中間の賤民を指す。
しかし、この引用元となる小林存、喜田貞吉の論考や、その後に展開された千葉徳爾の批判論は、学問としての根拠が乏しいとして、『小千谷文化』第237号「お正月様は源藤山からやってくる」で指摘されている。

## 歴史

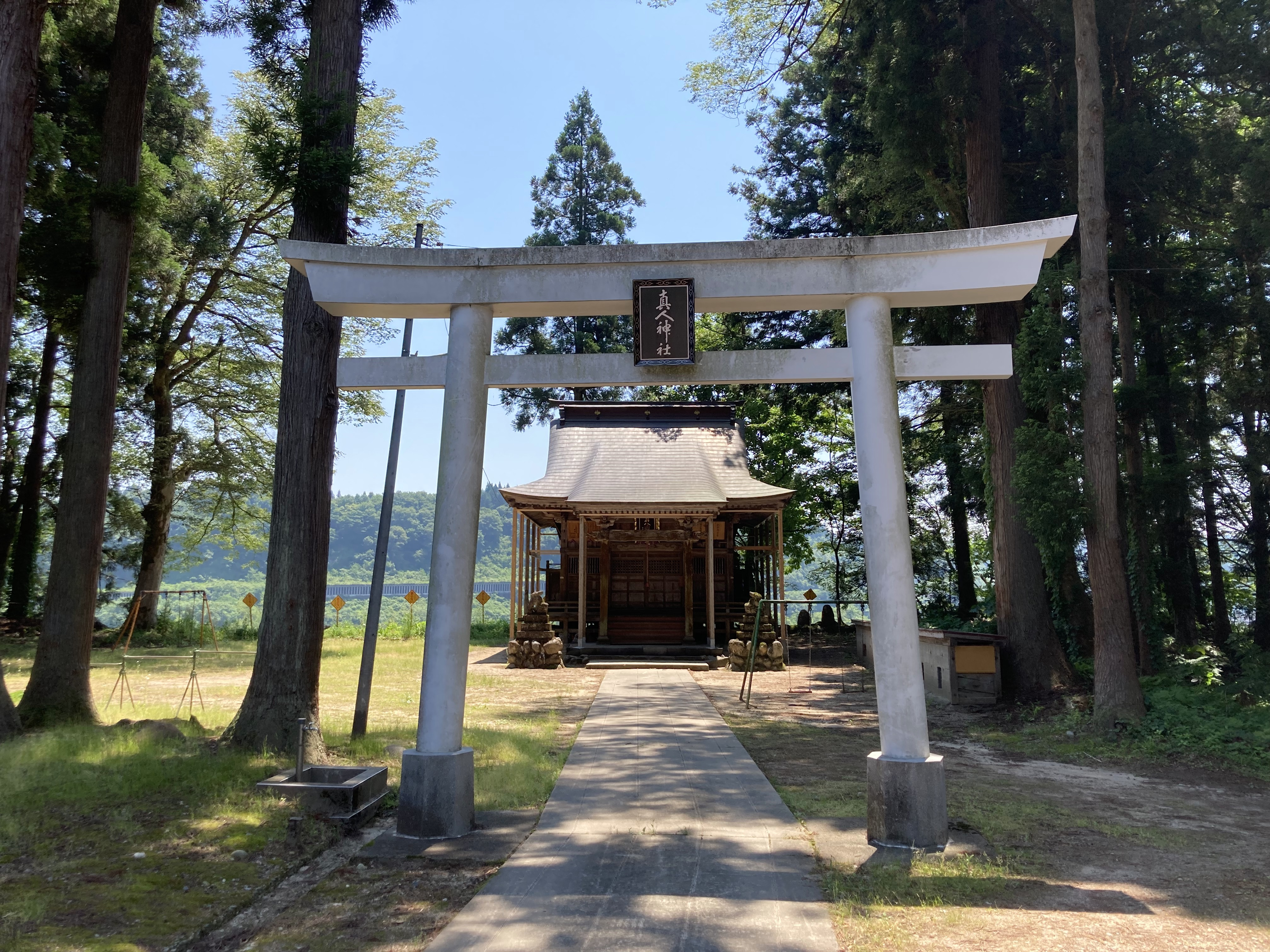
真人神社

### 真人事件
『小千谷市史』による説では、「悪代官・悪名主の話し」に結び付け、「庄屋新右衛門が大割元と結託し私欲を満たし」、それに不満を抱いた村民が小千谷陣屋へ訴えた事件とする。同市史で示された記録は「百姓の主張」のみであり、村役人を訴える構図は後年の箱訴事件による推測とする。
　・『小千谷市史』による百姓の主張
　新右衛門が勤める以前の長兵衛が勤めていた間は、庄屋と百姓との関係も良好で年貢もきちんと納められていた。しかし、享保の間に新右衛門に代わると村の生活状態は一変した。彼の暴挙の例を1つ挙げる。1740年（元文5年）、昔からの行事として真人の上野島村・中山村の地蔵堂で7月23、24日に行われていた地蔵会を「地蔵堂に花をあげたり、仕事を休むことは許されない」と告げ村人たちはそれをやめた。しかし、新右衛門の地元である本村・石名坂村・中山村の三カ村の氏神諏訪大明神では、以前からの行事を続け、1743年（寛保3年）からは新しい祭りを始めた。更に彼の暴挙は止まらず三カ年の祭礼費用を真人の十七カ村に課した。
しかし、彼の独裁ともいえる行為に痺れを切らした村民は1746年（延享3年）に小千谷陣屋に訴え出た。村民が訴えた罪状は13ヵ条に上った。ただ、その時の史料が残っていないので、どういった処置が施されたかは不明である。
- 1748年（寛延元年） - 箱訴事件。大割元野沢平太兵衛が訴えられる[7]。

### 箱訴事件
箱訴事件は、真人の悪代官を相手取り、百姓が決起した事件。前述した真人事件と時を同じくしていて、庄屋新右衛門とも関係があった。
『小千谷市史』の記述する箱訴事件の翻案
〘この事件には2人の主要人物がいた。1人目の、当事件の悪代官として登場する男の名は平太兵衛。彼は父七郎右衛門の跡をつぎ小千谷組大割元になった後、不法な汚職行為を行い、更に一部の庄屋を配下に置き、農民を虐げていた。延享2年の宗門帳によると当時44歳で29歳の嫁がいた7人家族の所帯持ちであった。
そして、もう1人の箱訴に及んだ百姓の名は市良左衛門。当時の宗門帳には、3人の市良左衛門がいたが年齢などから考慮すると、市良左衛門60歳、妻42歳、娘24歳の一家と考えられている。
事件の発端は、市良左衛門の父が亡くなった際の遺言が「不法に土地の占有をされている」だったこと。この不法行為があったので市良左衛門は組頭・庄屋・大割元と規則に沿って何度か訴えたものの、受理されなかった。そのような状態に市良左衛門は、正当に処理しない割元平太兵衛に対し疑念を抱いていった。1746年（延享3年）、ついに市良左衛門は大割元の上にあたる小千谷陣屋に「平太兵衛は賄賂を受け取っており、並の百姓の訴えには取り合わない」と訴えた。
しかし、当時の小千谷の陣屋では、白黒関係なくまずは投獄し取り調べも行わずに日数と費用だけ嵩ませ訴状を取り下げさせるという方法が横行していた。市良左衛門も例外なく同じような扱いを受け、更に訴訟費用として1日につき400文徴収されついに破産した。悲劇はこれに収まらず、投獄中に妻子が死去（自殺と思われる）。しかし、全てを失ったとも言える市良左衛門は失意し挫けることはなかった。彼は小千谷組万人の為に立ち上がり、「御箱訴」することを決意した。箱訴とは、江戸時代に8代将軍徳川吉宗が定めた非常手段制度で、庶民から直訴を受けるために江戸城に目安箱を設けた制度。途中、江戸の馬喰町に滞在していた際に家主から地元にもどり、正式な方法でもう一度訴訟手続きをしてはどうかと問われたが、彼の決意が揺らぐことはなかった。
そして1748年（寛延元年）11月、彼は目安箱に訴状を投じた。
彼の判断は正しかった。訴状が評定所にまわされると同年12月28日には勘定奉行が差紙が発し会津藩御物書磯四兵衛以下5人が小千谷に入り、事件主犯の割元平太兵衛をはじめ、悪行に加担していた庄屋や家族等21人が翌年の1749年（寛延2年）1月14、15日に評定所へ出頭するよう達された。また、主犯格平太兵衛の座敷には同心が逃走防止のため昼夜見張りをした。そして同月5日、役人に連れられ平太兵衛は罪人護送用の目籠に、残りは同縄で数珠続きになり雪道の峠を越え江戸に向かった。
市良左衛門が小千谷陣屋に訴え投獄され家族も財産も失ってから約5年の1750年（寛延3年）、箱訴事件の判決が下った。事件に加担した9名には科料が科され、主犯の平太兵衛は中追放（資産の没収と一定地域の立ち入り禁止）の判決が下り、家屋・田畑は没収、家財は妻子に渡された。
しかし、ここで一件落着と終わらなかった。市良左衛門も両成敗の原則により、「江戸表十里四方御講」が言い渡され、真人村への立ち入りが制限された。のちに小千谷に戻り、その際は源左ェ門と改名したという。〙
- 1868年（慶応4年） - 閏4月26日　新政府山道軍左縦隊が午前11時頃真人村に着陣。更に先に進んだ芋坂で会津藩兵、旧幕歩兵隊と遭遇し苦戦の末に敗る。また、雪峠でも再戦。雪峠では迎え撃つ会津藩兵・旧幕歩兵隊約200に対して、新政府軍が約3倍の人員を割き差があったが前者が勇戦。しかし、後陣の援護砲撃などにより新政府軍が午後5時過ぎに占領した[9][10]。同月、新政府軍兵士1名が真人村で鶏を略奪し、老婆を誤射。当時、兵士が所属していた山道軍は軍律が厳しかった為、犯人の兵士は川原で斬首の刑に処された[11]。

### 近代
- 1904年（明治37年） - 6月1日　真人村長の藤巻氏が徴兵検査受検義務者18名を引率し十日町へ向かう道中、渡舟が転覆し真人村の壮丁（徴兵検査受検義務者）9名が村長とともに信濃川で溺死[12]。

- 1913年（大正2年） - 3月10日　山新田信用組合設立[13]。

- 1937年（昭和12年） - 藤巻嘯月死去。享年60歳。真人出身の日本画家[14][15]。

### 現代

#### 小千谷市・真人村の合併
1954年（昭和29年）3月10日に小千谷市が誕生したが、当時の位下市長は人口約3万人という規模に満足せず、中越では長岡市に次ぐ規模の人口8万人の都市を作る計画を立てた。その計画には中魚沼郡真人村との合併も含まれていた。
同時期に真人村の各所から代表が選出され協議会が結成され、小千谷市との合併も協議された。真人村北部の4部落が強く主張していたが、群境を越えた合併になるということもあり決議に至らなかった。しかし、同年10月に隣接する岩沢村が合併し、急速に真人町でも合併の気運が高まり、11月25日市村で同時議決した。こうして、翌年の1月1日に編入合併が岩沢村と同時に行われた。
- 1990年（平成2年） - 4月18日　真人町の干三（ひみさん）に位置する農業用ため池の主馬殿池（しゅめどんいけ）が決壊し約1万トンの水が流れ込み、下流の主馬川に被害が及んだ。当池は1897年（明治30年）に造成[17]。
- 1992年（平成4年） - 2月4日　真人町の協成鋼管工業(株)小千谷工場の作業所でLPガスが爆発。従業員7名が火傷の重軽症[18]。
- 1998年（平成10年） - 5月13日　真人郵便局の電報配達係として40年以上従事した瀧澤幹雄氏が郵便事業の発展に貢献したと讃えられ、郵政省で黄綬褒章を受章[19]。
- 1999年（平成12年） - 12月16日　地元民が生態系の専門家プロジェクトメンバーと共に、自然講座やフィールドワークをしていたところ、絶滅危惧種に指定されている「シナイモツゴ」「ホトケドジョウ」「スナヤツメ」「メダカ」4種の生息を確認[20]。
- 2002年（平成14年） - 5月2日　藤巻医院の院長藤巻幹夫氏がへき地保健所衛星功労により勲五等双光旭日章を受章し県庁の伝達式に出席した[21]。
- 2004年（平成16年） - 10月23日　中越地震発生。

#### 中越地震
中越地震発生の翌日の24日夜に、住民センターに災害対策本部を設置。構成員は、振興協議会理事（町内会長）8名、市議会議員、消防団員、小学校長。理事と消防団員で常勤体制を執り、朝昼夕と1日3回会議を開いた。地震発生5日目の10月27日には東北電力十日町営業所から川西町経由で送電される。当初は11月11日に送電される予定だったが、市議会議員と振興協議会の尽力により早期復旧に至った。同月31日には常勤体制と各町内の避難所が原則解散。11月9日、真人温泉が営業再開し無料サービスが開始。上水道は復旧していなかったが、清水と給水車支援により賄われていた。11月14日、上水道復旧。しかし、同月27日大型の低気圧により、地震により脆くなっていた家屋に被害が及んだ。

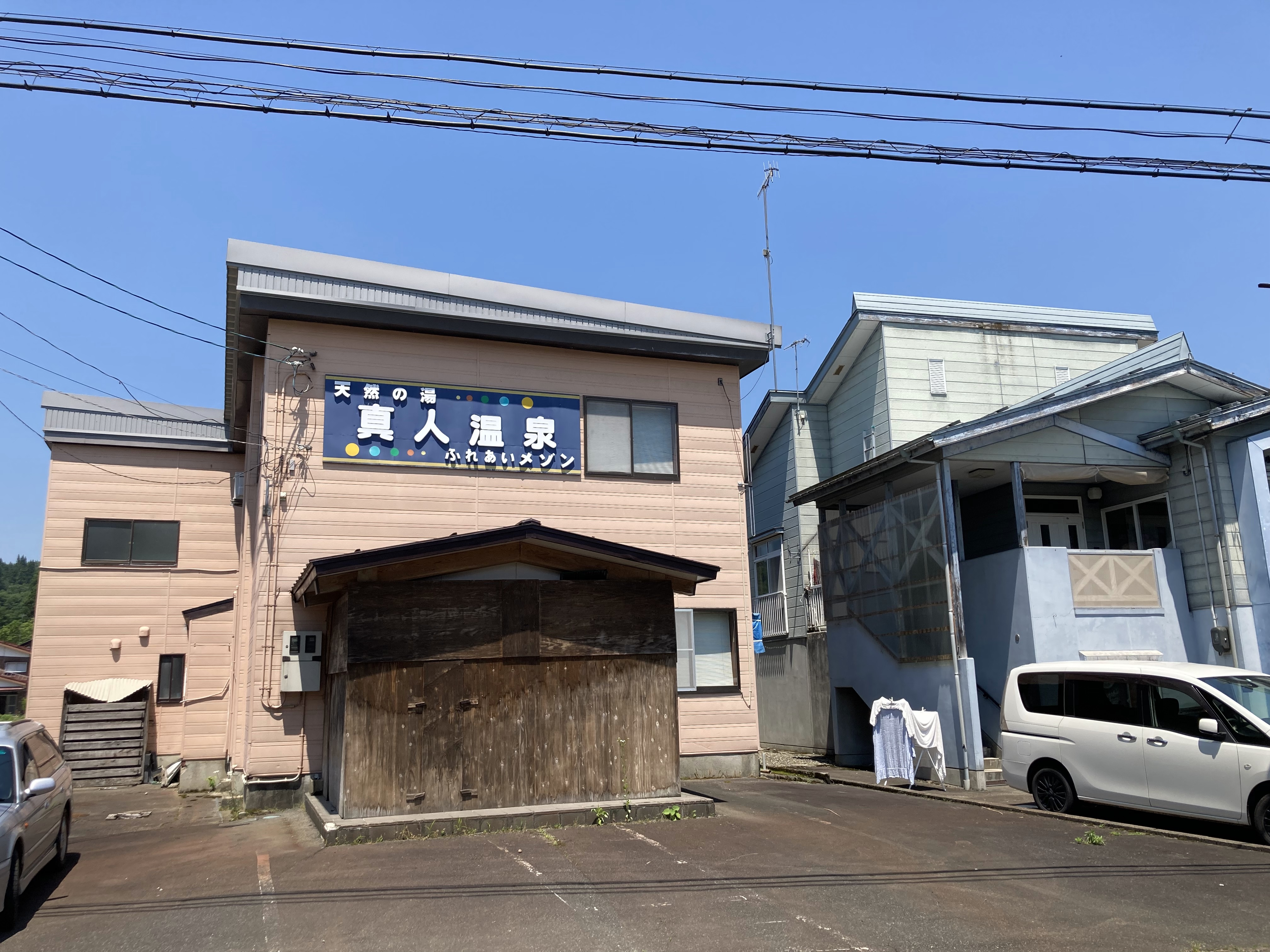
真人温泉

- 2006年（平成18年） - 11月4日　2006震災復興祭が真人町里地振興協議会と震災復興祭実行委員会主催で開催。毎年開催されていた「まっと秋の陣」の規模を拡大したものとなっている[23]。
- 2007年（平成19年） - 4月24日　「食」と「農」真人まちづくりシンポジウムが真人活性化推進委員会主催で開催。真人住民センターで行われ約40名が参加した。司会はNPOメイド・イン・越後代表の真島氏。パネラーとしては、帝京大学の中村正董教授や魚沼冷蔵(株)社長の小田島美智子氏、谷井市長、主催者代表の丸山氏の4人が参加した[24]。
- 2011年（平成23年） - 東日本大地震発生。震災直後、小千谷市が南相馬市の被災者を受け入れた際は真人町でも民家で受け入れた。その後、被災者が総合体育館へ移った後も地域おこし団体「キラリ真人女性部」が体育館で暖かい汁物を提供。それをきっかけにまっと活性化委員会が地元の協力のもと、温泉と食事会へ招待。スムーズに実行に移せたのも真人町内に温泉施設や古民家「田舎っぺ」があったのが大きな要因[25]。
- 2011年（平成23年） - 11月13日　「小千谷スローフード体験と震災復興交流ツアー」を開催し富山県南砺市連合婦人会44名を受け入れ[26]。
- 2012年（平成24年） - 6月27、28日　真人地区町内会長協議会が東日本大震災の被災地への研修旅行で宮城県東松島しと南三陸町を訪問[27]。
- 2012年（平成24年） - 9月2日　遊舞会十周年記念よさこい祭りが真人遊舞会主催で行われ、市内外から15団体約230名が出演した[28]。
- 2015年（平成27年） - 元政治家の大渕絹子氏が春の勲章で議案審議功労により旭日重光章を受章。参議院議員を3期15年務め、参議院決算委員長、同環境特別委員長などを歴任[29]。
- 2017年（平成29年） - 3月　真人健康食品生産組合の坂本夫妻が第14回オーライ!ニッポン大賞でライフスタイル賞を受賞。新潟県では初めての受賞者[30][31]。
- 2017年（平成29年） - 3月12、13日　JOCジュニアオリンピック2017全日本中学生選抜スキー大会で小千谷市立南中学校の大渕莉子が中学1年女子5kmクラシカル・フリーの2種目で入賞[32]。

## 教育

### 真人小学校

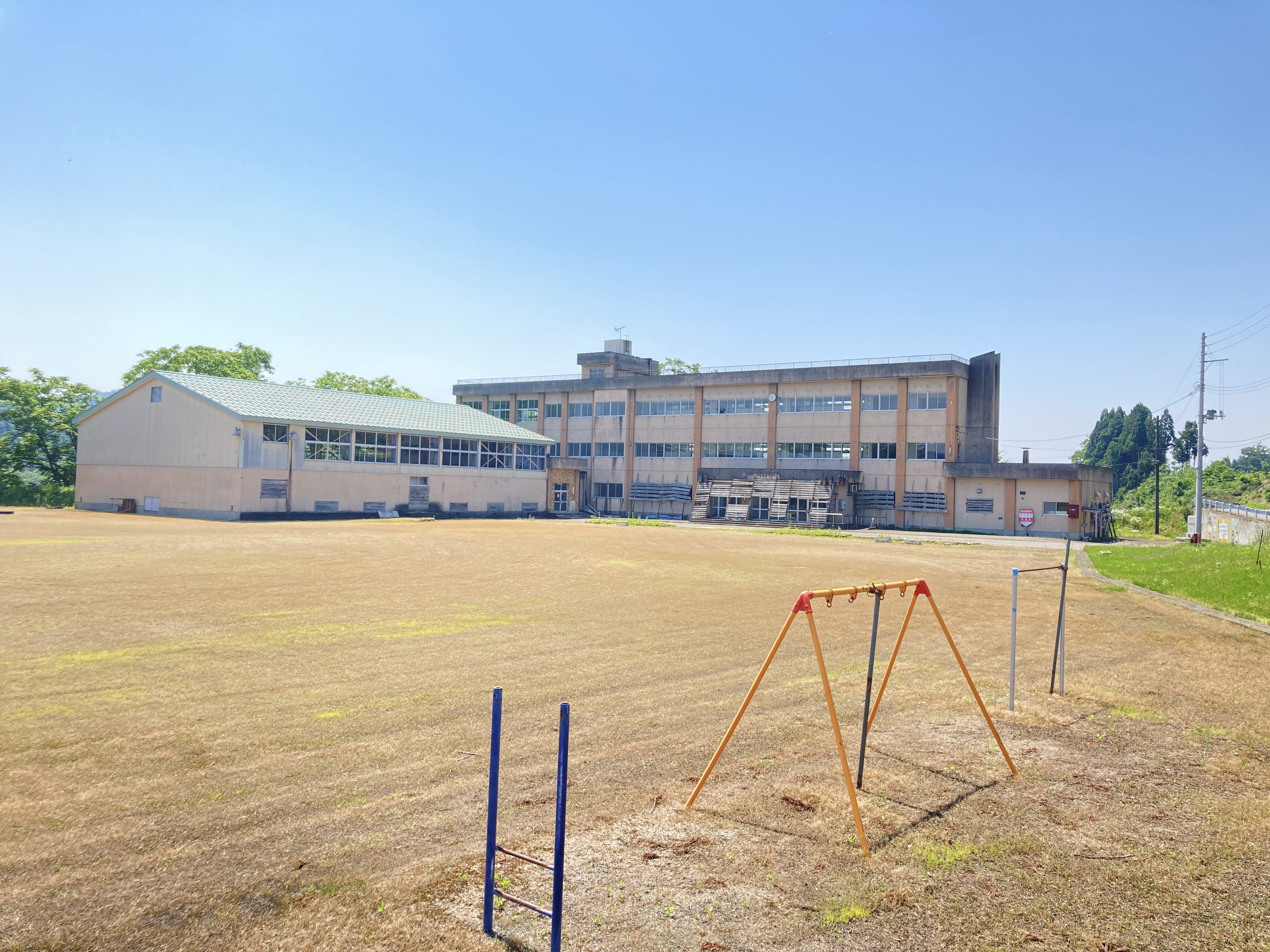
真人小学校

豪雪地帯の小学校だったため、多くのスキー大会で成績を残していた。特に戦前の1922~1924年（大正11~13年）と1996~2004年（平成8~16年）の2つの期間では数々の優勝を記録。前者では「郡スキー大会・中魚学童スキー継走・中魚スキー大会・小千谷スキー大会・県学童スキー大会」で優勝。また、1938年（昭和13年）に開催された全日本スキー選手権大会新潟予選少年組では、男子2名が3・4位と入賞した。後者の期間には、「親善スキー大会リレー男女・親善スキー大会男女リレーアベック・市民スキー大会リレー男女」で優勝。特に1996年（平成8年）から1999年（平成11年）では親善スキー大会男子リレーが四連覇を成し遂げた。
年表
- 1874年（明治7年） - 3月　般若寺を借り第六中学校区第一番小学校附属真人として開校。
- 1876年（明治9年） - 真人小学校として独立し旧御倉に移動。
- 1887年（明治20年） - 4月　尋常真人小学校に改称。それに伴い、念仏塚に校舎を新築。
- 1904年（明治37年） - 4月　芋坂分校を開設。
- 1905年（明治38年） - 6月　高等科の開設に伴い、真人尋常高等小学校に改称。
- 1915年（大正4年） - 12月　源藤山部落と栗山部落に雪中派出所を開設。
- 1919年（大正8年） - 四年生以上の児童が初めて宿泊修学旅行を実施。
- 1921年（大正10年） - 7月15日　同日付けで補修学校設立認可となった。
- 1922年（大正11年） - 1月　大雪により校舎が危険な状態になったため臨時放課。また、雪おろしをした。
- 1924年（大正13年） - 6月　開校50周年記念式が催される。
- 1927年（昭和2年） - 2月　猛烈な降雪により3日間臨時休校。
- 1941年（昭和16年） - 4月　真人国民学校に改称。
- 1947年（昭和22年） - 4月　中魚沼郡真人村立小学校に改称。
- 1955年（昭和30年） - 1月　町村合併により小千谷市立真人小学校に。
- 1965年（昭和40年） - 3月　芋坂分校が岩沢小学校へ統合。それに伴い、閉鎖式が行われる。
- 1974年（昭和49年） - 11月　創立100周年記念式典を開催。
- 1984年（昭和59年） - 11月　創立110周年に伴いスノーモービルを購入。
- 2000年（平成12年） - 11月　新潟県学校保健優良校を授賞。
- 2001年（平成13年） - 平成13年度の「チャレンジ21教育推進運動」3年次継続校に選定される。
- 2004年（平成16年） - 10月23日　中越地震発生。中越地震の際は11月8日まで臨時休校となった。また、被害として校舎の壁に亀裂が入り、一部の水道管が使えない状態となった。同じくガス管も一部漏れ交換の状況となった。地震後は高架水槽の使用をやめて給食室脇の水道管直結にした。3年後の2007年7月の中越沖地震・2011年3月の東日本大震災の際は前述したような被害は校舎に見られなかった。
- 2009年（平成21年） - 11月　新型インフルエンザにより1〜4年が学年閉鎖になった。
- 2012年（平成24年） - 11月　真人小学校閉校記念式典並びにお別れ会が行われる。
- 2013年（平成25年） - 3月　真人小学校閉校式挙行。3月31日をもって閉校（塩殿、川井、岩沢小学校とともに、小千谷市立南小学校へ統合）。138年の歴史に幕を閉じる。

## 産業

### 山新田信用組合（真人村信用販売購買組合）
1913年（大正2年）3月10日設立。当時、同集落は25戸と小規模の集落であったが、高金利の借金に苦しんでいる農村を救う為、有志の7名が発起人となって設立。組合員数は25名、出資金は247円（現在の約100万円）と小規模だった。事務所は組合長の渡部久策氏の家を利用するなど役員の尽力により、翌1914年（大正3年）1月8日に行われた第1回総会の際は、4円58銭の余剰金を出す結果となり順調な始まりであった。
1917年（大正6年）　第一次世界大戦の景気が農村に広がったことや事業が順調であったことから、市之沢・源藤山・若栃・芹久保・桂平・北山・孫四郎などの近隣集落が加入した。そういうことから、翌年の大正7年からは、組合長宅を利用していた事務所から移転する為事務所を建設、購買販売事業を始めることとなった。景気が良かったことから、これらが農村の消費を促し生活が変わった。
1920年（大正9年）には真人全地域が加入と順調であった。翌年には里地に真人支所を設置。1923年（大正12年）、里地事務所を役場の隣に新築。
販売事業は、首都圏に米の受託販売をし、徳差式調整機を設置するなどして精米。また、大豆粕などの粉砕事業をした。1926年（大正15年）には自宅を事務所にするなど献身的に尽力していた渡部組合長が勇退した。
昭和の恐怖の際は、農家の借金など行き詰まらなくなる。真人村では、税金の滞納など今までなかったが、この頃は農民が組合の小切手で納税するなどしていた。この方法では、当人の貯金額を超えた額で小切手を利用されていたりしていて、時には貯金が無いのにも拘らず小切手を振る者もいた。これができたのは定款上で各組合員の信用評定が定めてあり、当座借越の契約がしてある為であった。
さらに不景気に追い討ちをかけるように、1931年（昭和6年）2月28日には山新田本店事務所が雪の重みで倒壊した。
このような困難な状況を打破すべく立ち上がったのが、設立当初の理事であり、1932年（昭和7年）から請われて組合長の役を受けた市村栄七氏であった。市村氏が引継ぎをした際、現金は10円であった。そこで彼は私財を銀行の抵当を入れ運営資金を調達するなど、まさに私財を投げ打った。更に在職6年間、私用で組合に出なかったのは3日のみである献身ぶりだった。そんな献身的な彼を「真人農協の歴史」では「中興の祖」と称されている。
1933年（昭和8年）には出資金を半額に減資。翌年の9年は大凶作で、多量の飯米を借入る状態になるなど多くの障害にぶつかっていた。1938年（昭和13年）に組合が軌道に乗り始めたことから市村氏は勇退。
1940年（昭和15年）、皇紀2600年事業として山新田に事務所を新築。これと引き換えに真人村信用販売購買組合と改称。本店は里地事務所となる。
1943年（昭和18年）3月には農会と合併し農業会になり、戦後は農業協同組合となった。

### 織物業
小千谷市内でも有名な縮布は真人村でも生産されていた。1877年（明治10年）に開催された、第1回内国勧業博覧会では真人村の滝沢孫市氏の縮布が出品された。

## 文化・暮らし

### 主な催事

#### 真人町クロスカントリー大会
2002年（平成14年）が開催初年度で、真人町クロスカントリー大会実行委員会、真人スポーツ少年団主催で真人スポーツ少年団関係者と地元民が担当。真人小学校周辺に特設コースが設置される。大会の特徴としてはリレー競技をメインとしているところ。参加者は第2回大会開催時で350名程、第3回大会時は400名程、第7回大会では385名、第13回大会では約420名が参加。第3回大会開催時の優勝者には大相撲時津風親方寄贈のカップが授与された。第5回大会が開催された際は、前日に同大会記念講習会を開催し、講師として2002年ソルトレークシティオリンピック男子50kmクラシカルで6位にに入賞した今井博幸氏を迎えた。

#### 真人町駅伝競走大会
2007年（平成19年）から真人スポーツ少年団が主体となり開催している。参加者は第4回大会開催時で市内外から72チーム340名。

#### ザ・かまくら
まっとマップ隊などが主催の雪遊びイベント。かまくらや巨大滑り台や雪の積み上げコンテストなどが繰り広げられる。また餅つきやサイの神など地元ならではの小正月体験も行われる。東京都墨田区の小学生児童なども毎年参加している。2016年の小雪の際は、トラック25台分の雪を運び込んだりした。

### 真人町青年学級
第二次大戦後、青年団文化部により発足。活発な時では、冬季間や農繁期に関係なく年間を通して活動。冬季は村の青年のほとんどが出稼ぎに出かける中、残った青年達が話し合う会などを持ちかけるなどして、自身の成長や集落の発展をと話がまとまり、地元小学校の教頭の指導と生徒の尽力が同青年学級の活性につながった。昭和31年からは『むじな』という機関紙を刊行する程となった。真人町は交通機関に恵まれておらず娯楽施設も無いため、こういった青年たちの熱心な活動は敬服の限りと前述した教頭は述べていた。春の農耕期を迎えると共に出稼ぎから青年達が戻ってくる際は、新入会員の歓迎会や年間の学習計画を検討するなどして、スタートをきっていた。

## 交通
- 小千谷 - 川西 - 十日町線（越後交通）直通便5往復、十日町～上沢（区間便）4往復　（2005年時点では各9往復、1.5往復）

　　以前は十日町～長岡間で急行バス（1980年頃廃止）、上沢～小千谷区間便（2005年廃止）があった。
- 北山線乗合タクシー[44]

　　1日2.5往復、朝の小千谷方面以外は予約制（若栃～北山間は全便）
　　2017年まで北越後観光バス（越後交通子会社）の路線バスが小千谷～若栃間で運行されていた。

## 名所・文化財

### 大平遺跡

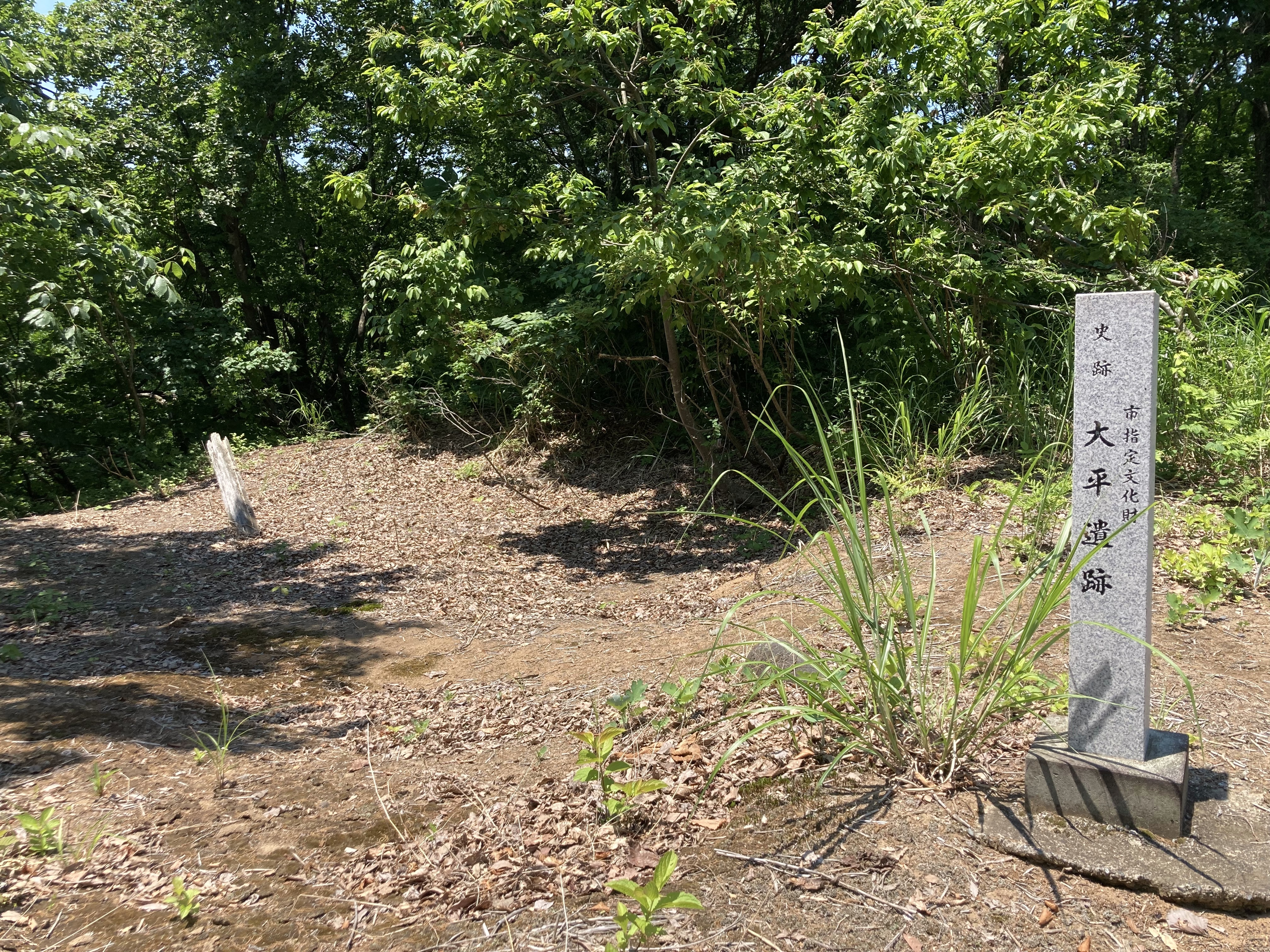
大平遺跡

大平遺跡は市之沢集落の近くの標高220mに位置する縄文時代の集落遺跡。1935年（昭和10年）頃に発見され、小千谷市教育委員会により2度に渡り発掘調査が行われた（1956年・1971年）。1957年、東京大学教授・藤島亥治郎の指導のもとで古代建物の復元が行われたが、諸事情により移転。その後2007年（平成19年）に老朽化により取り壊された。

### おっこの木（国の登録有形文化財）

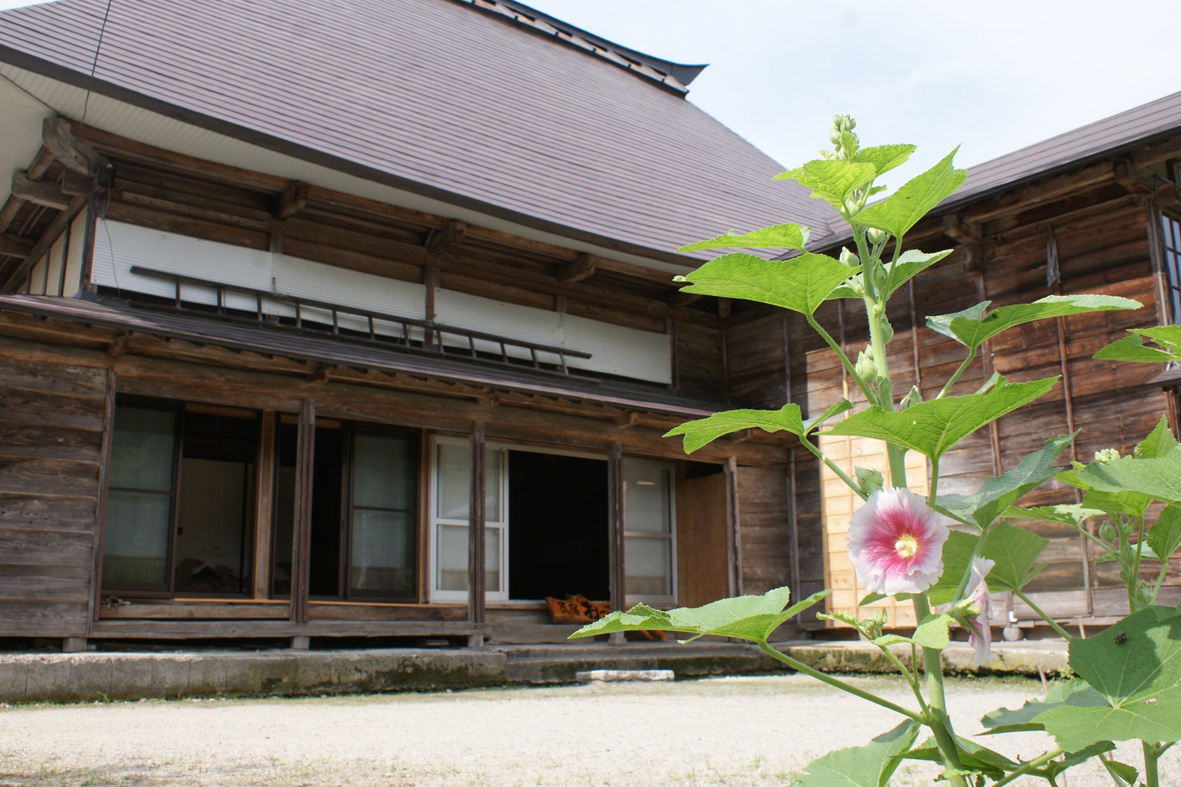
おっこの木（若栃）

おっこの木は江戸時代に建てられた農家住宅。2016年（平成28年）8月1日に国の登録有形文化財に登録。江戸時代の1867年（慶応3年）に建てられ2010年（平成22年）に改修。築150年を超えている。茅葺木造2階建て。東北地方や新潟県などの雪国などでみられる、中門造となっているため前中門と主屋が同じ建物にある。国土の歴史的景観に寄与しているものであるとして登録有形文化財に登録された。所在地は新潟県小千谷市真人町十二所戊2518。現在は、農家民宿「おっこの木」として宿泊施設となっている。

### 大の釈迦踊（市指定無形民俗文化財）
大の釈迦踊は昔から伝わる真人地区の念仏踊り。毎年8月17日に円蔵寺境内で踊られる。いつから踊られているか定かではないものの、1919年（大正8年）に出版された「中魚沼郡誌」に記載されていたため、その頃には踊られていた。
特徴としては、念仏踊りにも関わらず、法螺貝・鉦・皷・笛などの鳴り物は使われず音頭取と踊り手の掛け合いの歌のみで時計回りに踊る。

### 真人城跡

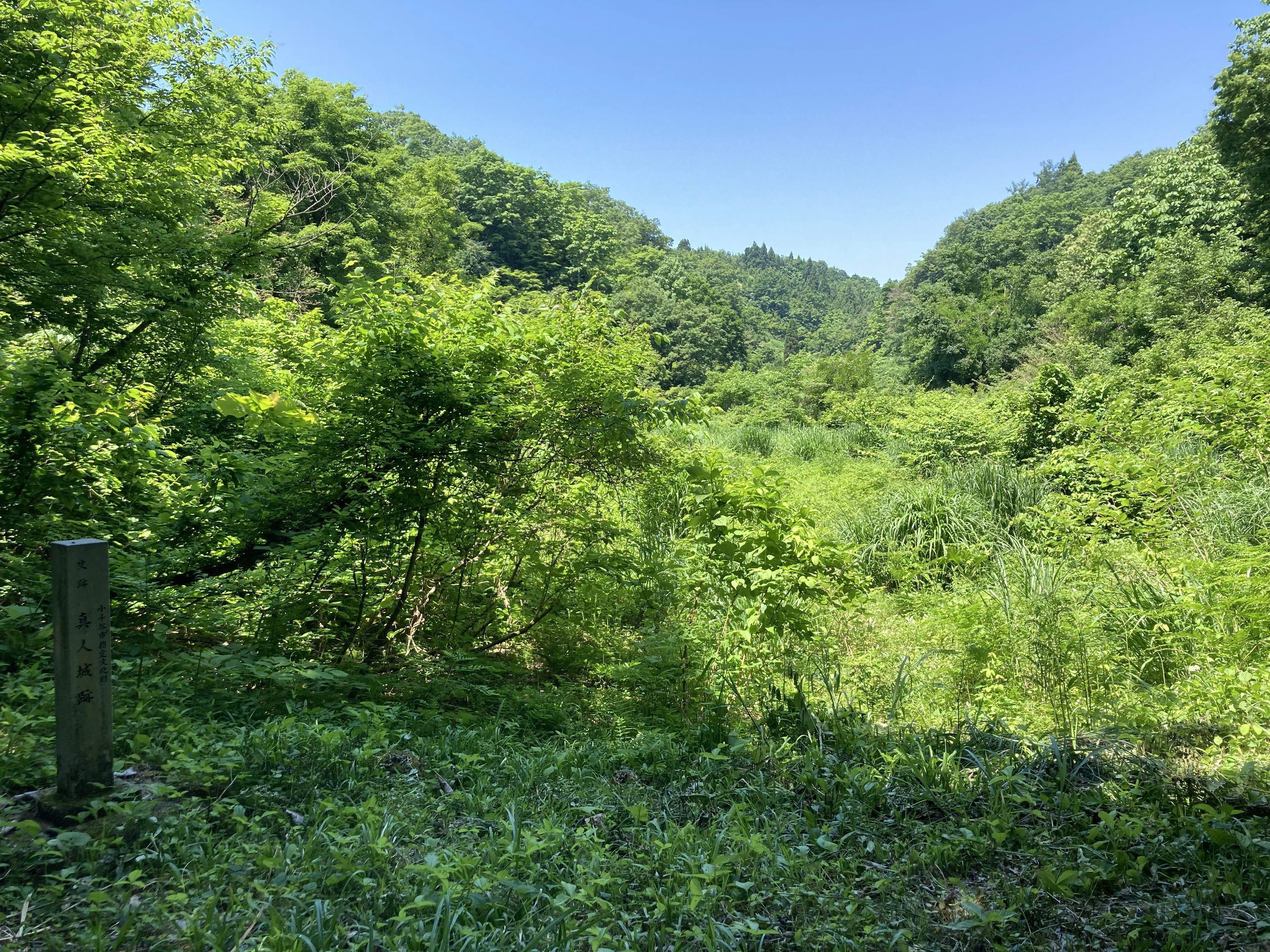
真人城跡

真人城跡は、干三（ひみさん）の西に位置する通称西山丘陵の標高約250mにある。跡地周辺の小字が主馬殿（主馬殿）という名前のため、上杉謙信の家臣荻田主馬（おぎたしゅめ）が在城していたとの伝承がある。明治時代に地元民がこの地を開田した際には、槍や太刀などが出土。

## 人物
渡辺　正（1914年 - 1994年）
昭和時代の政府高官。
1914年（大正3年）に真人村市之沢で誕生。若栃小学校、旧制小千谷中学校を卒業後、東京帝国大学法学部（現在の東京大学）を卒業。大学卒業後は文部省に勤める。また太平洋戦争の為4年間兵役を務め、1946年に文部省に復職した後に総理府（現在の内閣府）に移り学術行政に尽力した。日本学術会議事務局を務めたことから、その会員で同郷の詩人・英文学者である西脇順三郎と親交が深かった。
1964年（昭和39年）の第13回ユネスコ総会では、日本政府の代表理事を務める。1971年（昭和46年）、南極観測推進本部の仕事としてオーストラリアなど関係国で指揮にあたるなど、海外での仕事が多かったが、英会話などは前述した西脇順三郎から教わっていた。退職後は財団法人河野臨床医学研究所で外国人留学生を招くなどし、国際医科大学の創立に努めた。また、母校である若栃小学校の校歌を作詞している。

嘯月（1878年 - 1937年）
明治〜昭和初期の日本画家。
本名は藤巻直治。1878年（明治11年）1月、中魚沼郡真人村で誕生。同26年に東京美術学校（現在の東京藝術大学）へ進学し、日本画家の横山大観から学び、卒業後は長岡女子師範学校で講師を務めた。上越の林泉寺に収容されている上杉謙信の肖像画などを残している。

## 伝説・伝承

### ムジナ伝説（若栃）

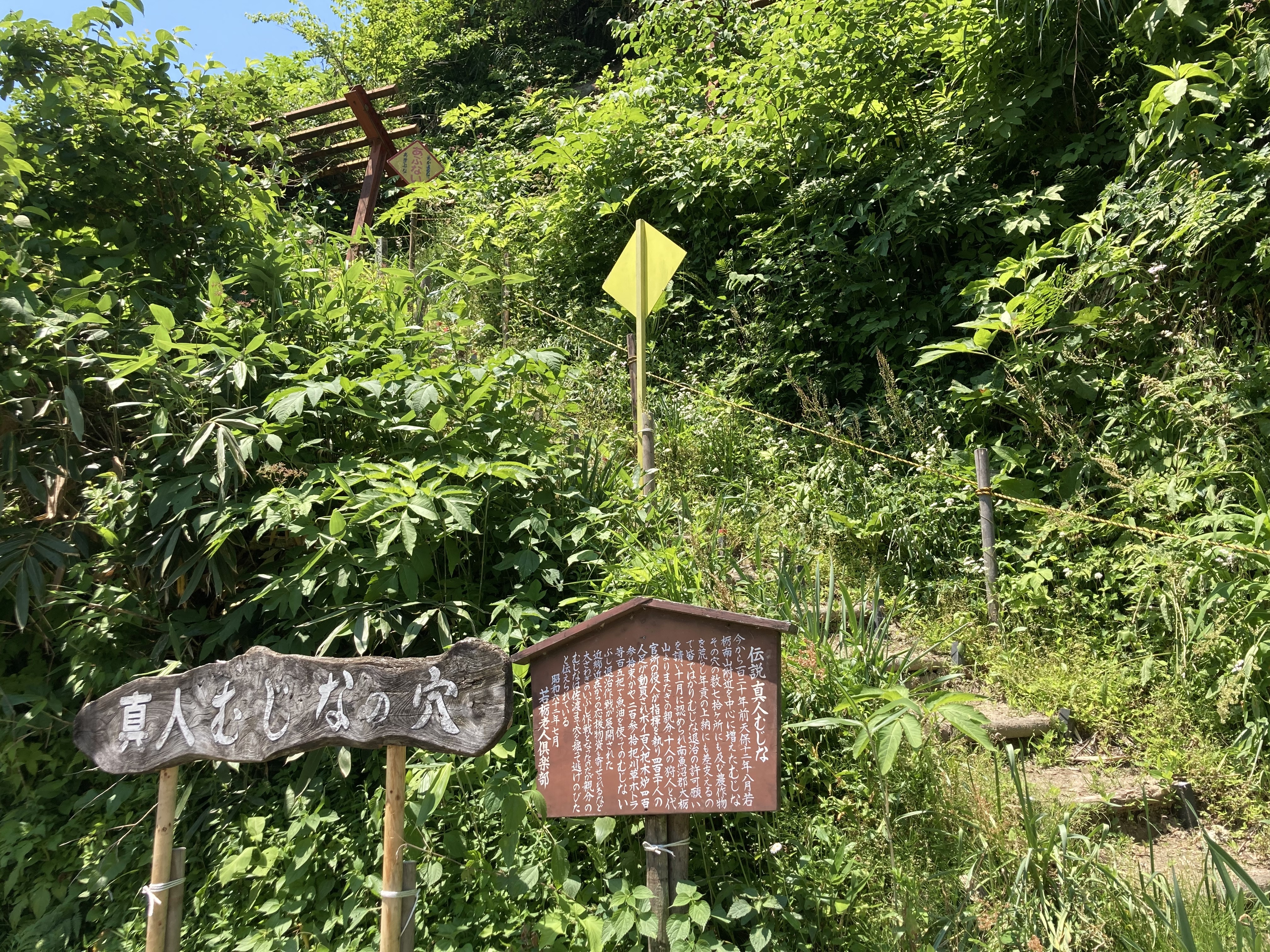
県道から見たムジナの穴

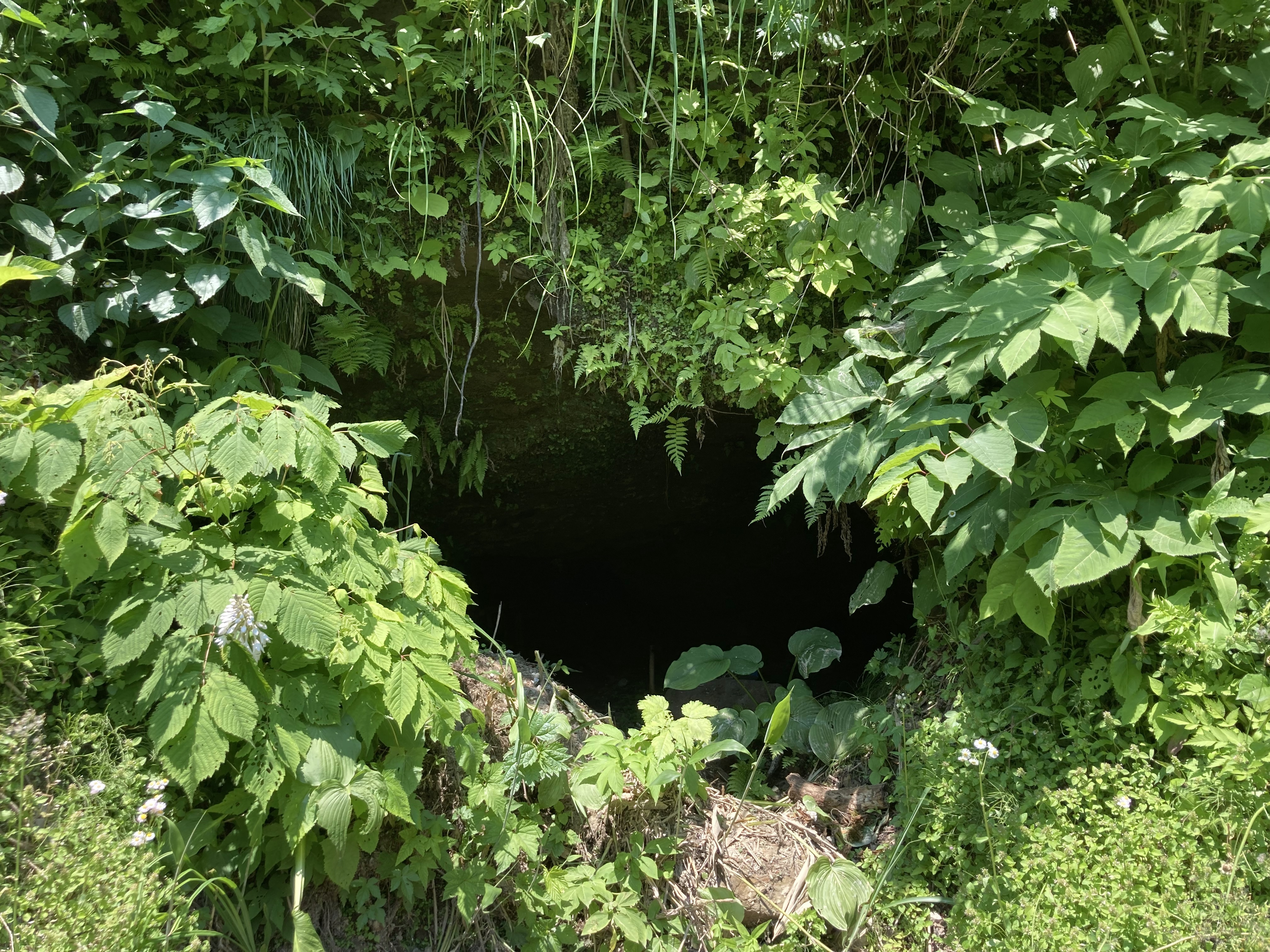
ムジナの穴

昔、若栃の南山に多くのムジナが住んでいて悪さをしていた。それを見かねた村人が小千谷の代官所にムジナ退治を依頼。大勢が集まり退治が始まるが、ムジナもあの手この手で人間を騙す攻防が繰り広げられた。やっとの思いでムジナを穴の奥に追い詰めたので、煙でいぶりだそうと煙を穴に送り続けるが一向に出てくる気配がない。それから、1時間経つと佐渡の金北山から煙が上がった。ムジナは佐渡まで穴を掘り逃げたのだった。

### 火定隠居（若栃）
昔の正応寺住職が偉いお坊さんになった後、山奥で自分で木を組み火をつけ成仏。その時、たまたま通りがかったお坊さんが向い坂から若栃の方に目をやると、5色の雲が降りてすぐに天に登った。その際、火定隠居が成仏されたそう。また、昔から火定隠居が時折鐘を叩くという話もある。

### 外丸のろうそく屋（芋坂）
明治時代初期の頃、ろうそく屋の外丸のじん助という男が、小千谷へ仕入れに行こうとした朝、親と喧嘩をして足で蹴飛ばした。そのまま小千谷へ向かう道中、山犬が出てきてじん助は急いで木に登り逃げようとするが、朝方親を蹴飛ばした足を噛まれ殺された。のちに、この話が親と喧嘩をしてはいけないという戒めとなった。

### 子守薬師（北山）
薬師様の首に縄をつけて遊んでいた子供を老母が叱った。すると、老母が風邪をひき寝込んだため、神主に診てもらったところ子供を叱ったバチだと言われた。それから、老母は薬師様にお参りをして許しを願ったところ、風邪は治った。のちに、薬師様は子供の罪は許し大切に育てようという思いやりを持っているとわかり、子供の安全の祈りをこめて、薬師様には涎掛けなどがしてある。

他にも、主に山地の集落で多くの伝説が残っている。
- はこ池狐（市之沢）
- 桂のおしんの猫（市之沢）
- 五つ塚（市之沢）
- かまどろぼう（山新田）
- がっとう場（山新田）
- 地蔵さま（若栃）
- 鎮守様（若栃）
- 狐の嫁入り
- 火玉（若栃）
- 桐の木田（北山）
- 火伏地蔵（北山）
- 水もらいと火定隠居（北山）
- 北山の池の平の池（北山）
- 北山の四つ塚（北山）
- 十王堂（本村）
- 広大寺島（本村）